# Кяткейоки
Кяткейоки — река в России, протекает в Карелии. Устье реки находится в 52 км по правому берегу реки Пончи. Длина реки — 16 км.
Высота истока (озеро Кяткеярви) — 257,7 м над уровнем моря.

## Данные водного реестра
По данным государственного водного реестра России относится к Баренцево-Беломорскому бассейновому округу, водохозяйственный участок реки — Ковда от истока до Кумского гидроузла, включая озёра Пяозеро, Топозеро. Речной бассейн реки — бассейны рек Кольского полуострова и Карелии, впадает в Белое море.
Код объекта в государственном водном реестре — 02020000412102000000390.